# Torbellino (danse)
Pour les articles homonymes, voir Torbellino.
Le torbellino est une danse traditionnelle et un chant folklorique de Colombie. Originaire des départements colombiens de Boyacá, Cundinamarca et Santander, il accompagne notamment les festivités religieuses et familiales et rassemble des caractères métis et indigènes, se dansant généralement par couples, mais peut aussi s'exécuter en trios. Sa musique est complexe et fait appel à de nombreux instruments locaux : requinto, tiple, flûte, caña, capador, chucho, pandereta, carraca, quiribillo, esterilla, zambumbia et parfois concha de armadillo.
Plusieurs jeux et figures chorégraphiques peuvent être exécutées : la Escoba, la Manta, las Perdices, la Caña, el Surumangué,...
Les paroles proviennent de couplets typiques.
Plusieurs phases de mouvements se succèdent :
- el versiao
- el torbellino a misa
- de la boterra
- el palmotiao.